# Championship Sprint
Championship Sprint és un videojoc clàssic de curses, actualment es pot descarregar a través de la PlayStation Store per la PlayStation 3.

## Jugabilitat
Championship Sprint és un videojoc clàssic de curses de 2D.